# 贵州省广顺茶叶果树场
贵州省广顺茶叶果树场，是中国贵州省黔南布依族苗族自治州长顺县下辖的一个乡镇级行政单位。

## 行政区划
贵州省广顺茶叶果树场共辖以下地区：
广顺监狱虚拟居委会。